# Thomas Bewick
Thomas Bewick, född i augusti 1753 i Cherryburn House i Ovingham, Northumberland, nära Newcastle upon Tyne, död 8 november 1828 i Gateshead, var en brittisk konstnär och grafiker. Bewick införde en epokgörande förändring i grafisk teknik med trä, genom att han började arbeta på ändträ av stock och då utnyttjade ett verktyg som liknade kopparstickarnas graveringsstickel, en teknik som kallades trästick (xylografi). Innan det utfördes arbetet på träskiva och med kniv. Bewicks mest kända arbete är A History of British Birds.

## Biografi
Thomas Bewicks far hyrde en liten kolgruva i Mickleybank och lät sin son gå i skola i Mickley. Thomas var det äldsta av elva syskon och var mycket intresserad av fiske, blommor, fåglar och andra djur. Han var en svag elev, men visade tidigt sina talanger inom teckning. Han tog dock inga lektioner inom konst. När han var 14 år blev han lärling hos Ralph Beilby, en gravör i Newcastle. På sitt kontor graverade Bewick en serie diagram i trä åt doktor Hutton, som fick illustrera en avhandling om mätning. Efter det verkar han helt och hållet ha ägnat sig åt träarbeten och 1775 erhöll han ett premium av Society for the Encouragement of Arts and Manufactures för sitt träarbete "Huntsman and the Old Hound". År 1776 blev han delägare i Beilbys firma.
Hans Select Fables från 1784 bestod av gravyrer som var överlägsna andra tidigare arbeten. A General History of Quadrupeds kom 1790 och Bewicks stora prestation med vilken hans namn oftast förknippas med, A History of British Birds, framställdes mellan 1797 och 1804. Bewick var hjälpt av sina goda kunskaper om djurens beteende som han fick under sina många utflykter på landsbygden. Bland andra arbeten som han blev känd för finns graveringarna av Oliver Goldsmiths Traveller och Deserted Village, Thomas Parnells Hermit, William Somerviles Chase samt för samlingen Fables of Aesop and Others. Bewick hade flera elever, av vilka flera blev berömda gravörer, bland andra hans son och Robert Elliott som senare blev delägare i hans firma.
Thomas Bewicks konst anses vara träsnideriets höjdpunkt och det beror troligen på hans arbetsmetoder. Till skillnad från sina föregångare arbetade han med hårdare träslag, framför allt buxbom och dess ådror, med sicklar som vanligen användes av metallgravörer. Denna arbetsmetod visade sig komma att därefter prägla träsnideriet.
Hans självbiografi, Memoirs of Thomas Bewick, by Himself, publicerades 1862. Strax efter sin död fick han ge det engelska namnet på sångsvan, Bewicks Swan. Även en art inom gärdsmygar bär hans namn på engelska, Bewick's Wren.
Han gifte sig 1786 med Isabella Elliot, med vilken han fick fyra barn. Den sista överlevande i hans familj, dottern Isabella, avled 1883, varefter en stor samling av akvareller och teckningar togs om hand av Natural History Society i Northumberland, Durham och Newcastle upon Tyne. Isabella Bewick hade redan 1882 överlämnat en stor samling teckningar till British Museum.
Thomas Bewick Primary School i Newcastle upon Tyne är uppkallad efter honom.

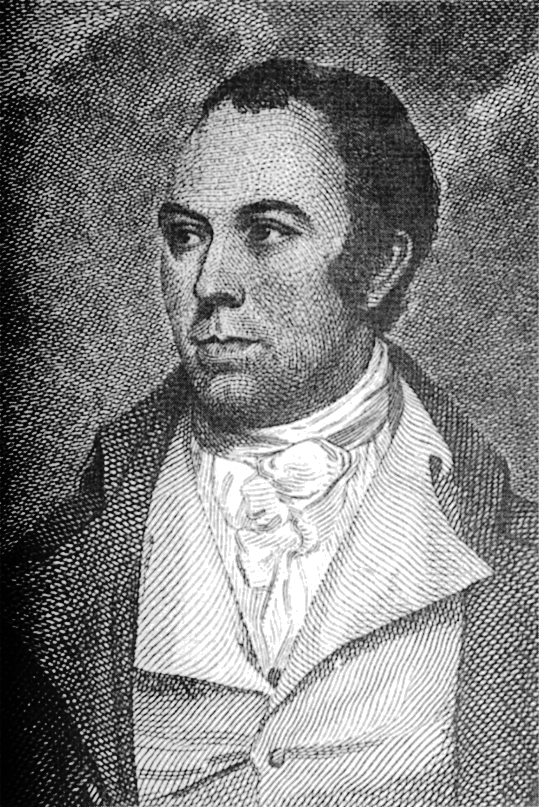
Thomas Bewick
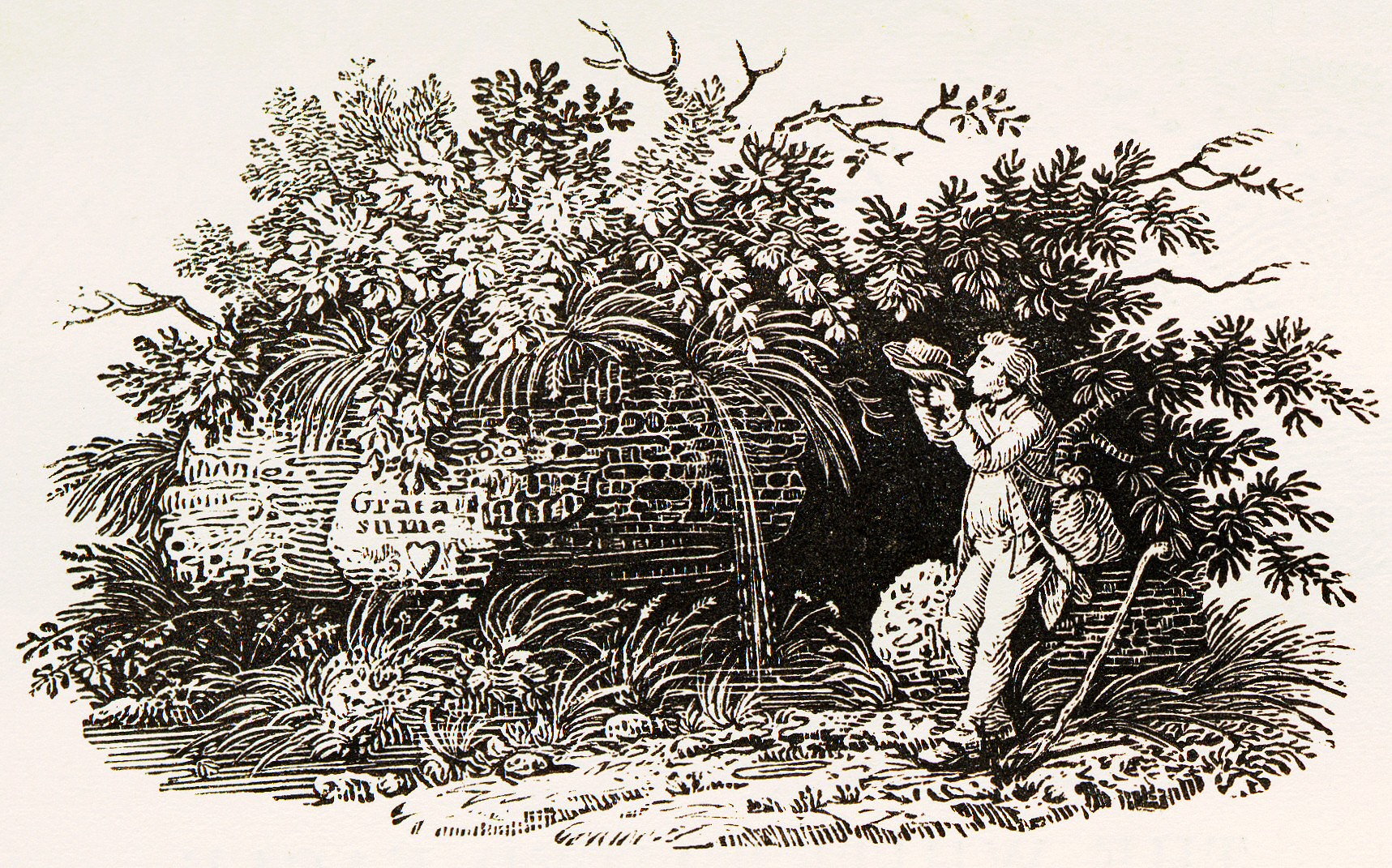
Slutvinjett i A History of British Birds, vilken anses föreställa Thomas Bewick själv som en törstig resande som dricker ur sin hatt
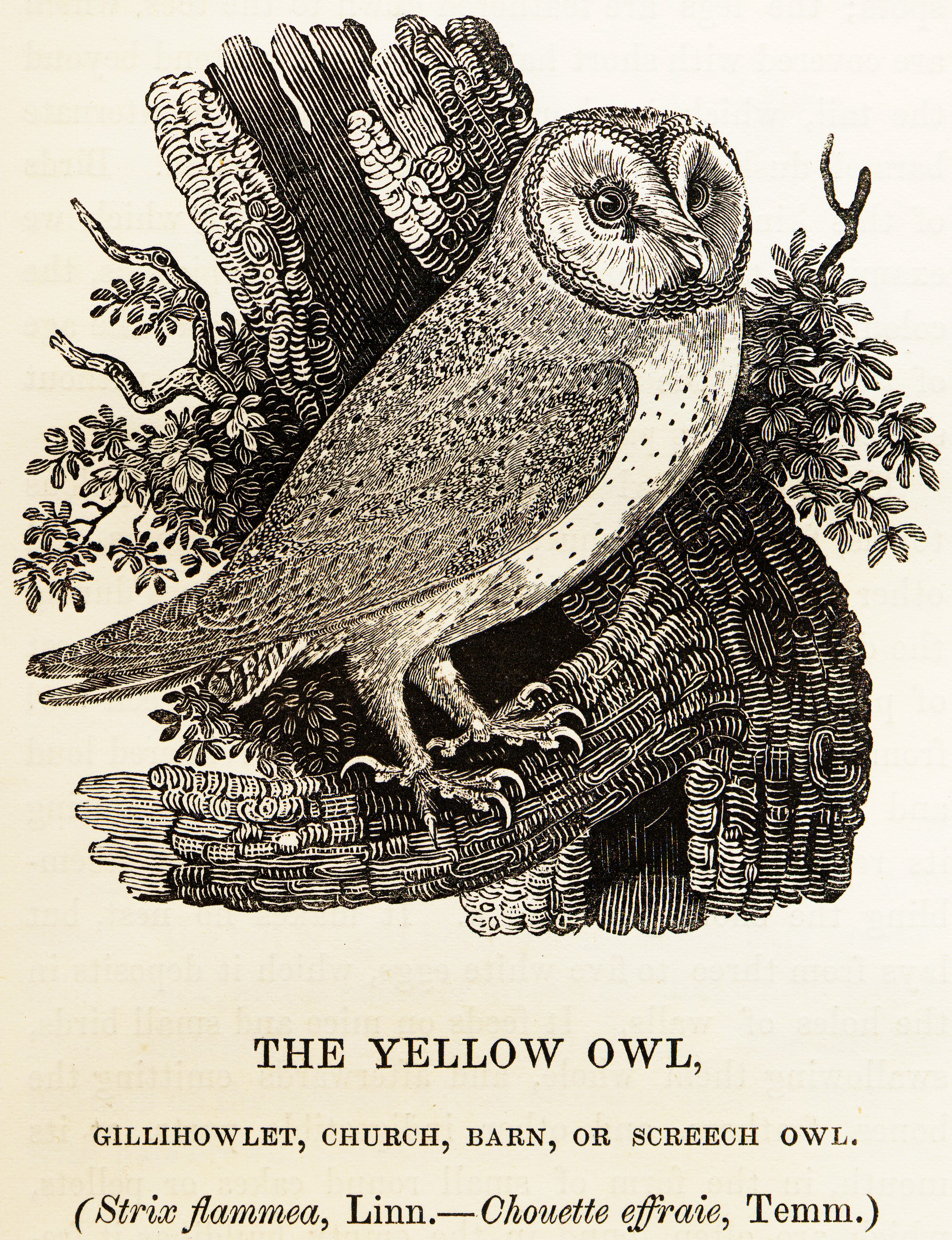
En uggla i trästick från A History of British Birds